# Sommerach
Sommerach è un comune tedesco di 1 473 abitanti, situato nel land della Baviera.